# Hequan
Hequan (鹤拳, pugilato della gru) è un insieme di stili di arti marziali cinesi che imitano le movenze della Gru e quindi classificabile come Xiangxingquan. Siccome tutti questi stili sono praticati al sud, questi appartengono anche al Nanquan ed in particolare si parla di Fuzhou Hequan (福州鹤拳), infatti l'Hequan è una delle sette grandi scuole di pugilato del Fujian (福建省七大拳, Fujian sheng qi da quan). La scuola conterebbe 300 anni di storia e come vedremo nella sezione dedicata al Baihequan (白鶴拳) viene fatta risalire a Fang Qiniang (方七娘).
Si è diffusa in Fuzhou, Changle (长乐), Fuqing (福清), Pingtan (平潭), Minqing (闽清), Putian (莆田), Gang-Ao (港澳), indica Hong Kong e Macao) e sull'isola di Taiwan (台湾).

## Baihequan 白鶴拳, pugilato della gru bianca
Il Pugilato della Gru Bianca (Baihequan,白鶴拳) è una delle tipologie di scuole di imitazione dei movimenti della Gru, molto diffusa nel mondo tanto che qualcuno si ostina ad utilizzare il nome in Inglese, cioè Fujian White Crane. C'è chi pensa che questa sia la scuola da cui si sono ramificate le altre.
- Secondo Carmona[1] gli Annali Storici di Yongchun (Yongchun xianzhi) riferiscono che Fang Qiniang trasmise la sua arte a Zheng Li di Yongchun ed in seguito la scuola si divise in Zonghe (宗鶴), Shihe (食鶴), Minghe (鸣鶴) e Feihe (飞鶴).
- Per il libro Yongchun Baihequan[2] da questa scuola derivarono tutti i 5 sottostili.

### Baihequan, secondo altre fonti

#### La storia Più Diffusa
Per altri, lo stile della Gru Bianca è uno degli stili più giovani che derivano dal Wushu di Shaolin. La leggenda narra che durante il regno dell'imperatore Kangxi (1662-1722) della dinastia Qing, nel tempio Bailian 白莲寺, nella regione di Funing (Fujian) viveva una donna chiamata Fang Qiniang, figlia di Fang Zhong (方种), esperto di Shaolinquan. Il padre le aveva insegnato le sue arti marziali fin dalla tenera età. Un giorno mentre lei stava tessendo nel tempio una gru bianca volando si posò sul tetto, alzava la testa ed agitava le ali, ballava e giocava col suo collo, usando il becco per beccarsi le penne, sporgendo il collo per cercare cibo e torcendolo per prendere una pausa; Fang Qiniang era molto sorpresa dalla sua gestualità. Quindi improvvisamente le tirò una scatola, ma la gru bianca la scansò facilmente; lei continuò usando un regolo per attaccarla, ma ancora una volta l'attacco fu deviato disinvoltamente, dopo di che la gru bianca spiegò le ali e volò alta nel cielo.
Stupita dall'abilità dell'animale, Fang Qi-Niang cercò di applicare quotidianamente al suo kung-fu i movimenti della gru bianca. Ella cominciò ad incorporare tali movimenti nelle forme di Shaolin, sviluppando uno stile, denominato "Gru Bianca" (Bai He).
Da allora Fang Qiniang insegnò questo stile nel tempio di Bailian e divenne molto famosa. Ha avuto numerosi allievi molti dei quali venivano dalla contea di Yongchun. In seguito Fang Qiniang e suo marito Zeng Si (曾四) furono esiliati a Yongchun. Nella città di Yongchun lei ed il marito insegnarono a 24 diversi studenti. È nella città di Yongchun (Fujian) che si è sviluppato lo stile della Gru Bianca più autentico dal quale, in seguito, sono derivate tutte le altre forme. A Yongchun dal XVII secolo ad oggi una genealogia ininterrotta di maestri ha trasmesso questo bellissimo stile che è anche un antenato (insieme al Huquan) del Karate Gōjū-ryū, del quale Maestro è Chōjun Miyagi. Oggi è attiva la 12ª generazione che è così derivata:
- 1 Fang Qi Niang (方七娘, Fondatrice)

↓
- 2 Zeng Si (曾四)
- 3 Zheng Li(郑礼) Ye Fu (叶福) Pan Xian (潘贤)[5]

↓ ↓
- 4 Zheng Chong (郑宠) Pan Dui Jin

↓ ↓
- 5 Zheng Qiao (郑樵) Pan da Ren

↓ ↓
- 6 A Jin Pan Yue Zhao

↓ ↓
- 7 Zheng Han Ye Ding Fu (1797-1876) - Pan Li Qiu

↓ ↓ ↓
- 8 Zheng Liang Ye Ding Xiao (叶鼎笑, 1828-1887) - Pan Zhen Tuan (潘贞团)

↓ ↓ ↓
- 9 Zheng Mi Pan Shi Feng (潘世讽,1858-1931)[6]

↓ ↓
- 10 Zheng Lian Jia (1891-1966) Pan Rui Dang (潘瑞荡, 1903-1976)
- 11 Su Ying Han (苏瀛汉,1945)

↓
- 12 Su Jin Yi (苏君毅) – Su Jun Yu (苏君玉) – Chen YiJun - Guarelli Andrea - altri

gru bianca di yonchun
baihe china

#### Il Baihequan Secondo Liu Yinshan
Le caratteristiche di questo stile sono radicate profondamente nelle posizioni ed intricate tecniche di mano per lo più a corta distanza come ad imitare il beccheggio degli uccelli. Lo stile della gru volante, tuttavia, utilizza maggiormente tecniche sulla lunga distanza, anche se sulla corta distanza, prediligge combattimento con le mani, che simula lo sbattimento delle ali. Alcuni stili della Gru Bianca utilizzano inoltre una grande varietà di armi tradizionali, mentre gli altri stili hanno interrotto la pratica con le armi antiche.
Secondo Liu Yinshan questo stile sarebbe stata una conoscenza dei monaci nel tempio Shaolin (少林寺) del Jiulianshan (九連山) del Fujian (福建). Questa conoscenza venne poi trasmessa a Fang Huishi (方慧石) che la diffuse assieme ai Shaolin shiba luohanquan (少林十八羅漢拳), in particolare insegnò a Fang Qiniang (方七娘). Siccome Fang Qiniang insegnò nella contea di Yongchun (永春) in Fujian, lo stile prese il nome di Yongchun Baihequan (永春白鹤拳).
Questa scuola si sarebbe poi divisa in quattro rami: Feihequan (飞鶴拳); Minghequan (鸣鶴拳); Suhequan (宿鶴拳); Shihequan (食鶴拳).
La linea di discendenza del Baihequan a Taiwan:
1. 方七娘 - Fāng Qī Niang
2. 曾四 - Zéng Sì
3. 鄭禮 - Zhèng Lǐ
4. 蔡忠 - Cài Zhōng
5. 蔡公頸 - Cài Gōng Jǐng
6. 林德順 - Lín Dé Shùn
7. 劉故 - Liú Gù
8. 劉銀山 - Liú Yín Shān
9. 劉長益 - Liú Zhǎng Yì (Liu Chang I)

#### Atteggiamenti delle Mani del Baihequan
Secondo il libro Hequan lo stile ha due atteggiamenti delle mani: Hezhaozhang (鹤爪掌, Palmo dell'artiglio della gru) e Hedingquan (鹤顶拳, pugno a testa di gru).

#### Passi Fondamentali del Baihequan
I passi più utilizzati per il libro Hequan sono: Pingxingbu (平行步, passo parallelo) e Sanjiaobu (三角步,passo triangolare).

## Zonghequan 縱鶴拳, pugilato della gru che salta o Zonghequan宗鶴拳, pugilato della gru dell'antenato
Il nome Zonghequan può essere reso con quattro ideogrammi differenti: 縱 (verticale); 駿 (Jun, buono); 蹤 (traccia); 宗 (antenato); che nel dialetto di Fuzhou hanno un suono uguale, ed un significato differente.
Durante il regno dell'imperatore Daoguang (道光, 1821-1851) della dinastia Qing, Fang Shipei (方世培) originario della contea di Fuqing (福清) nella provincia del Fujian (福建), si recò ad apprendere il Wushu presso il tempio Tianzhu (天竺寺) sulla montagna Chashan (茶山). Dopo 10 anni di studio egli creò lo Zonghequan.
I suoi principali discepoli furono chiamate le cinque tigri del Fujian: Fang Yonghua (方永華), Tang Yihe (唐依鶴), Lin Kongpei (林孔培), Cai Daotian (蔡道恬) e Wang Ling (王陵). 
I Taolu principali di questo sottostile sono: Fensanzhan (分三战); Simen (四门); Sandian (三点); Wu meihua (五梅花); Hechi (鹤翅); Wubu (五步); Hudie Chuanhua (蝴蝶穿花); Zouma sanjiao (走馬三角); ecc.

## Minghequan 鸣鶴拳, pugilato della gru che piange
Secondo Wu Bin,Li Xingdong e Yu Gongbao alla fine dell'epoca della dinastia Qing, Lin Shixian (林世咸) esperto in Yongchun Baihequan (永春白鹤拳), si recò ad insegnare la propria arte marziale in Fuzhou (福州). Tra i suoi discepoli si ricorda Pan Yuba (潘屿八), il quale lo trasmise ad altri. Pan Yuba aveva appreso anche il Luohanquan (罗汉拳). Nel momento in cui questo stile venne appreso da Xie Chongxiang (谢崇祥) in Changle (长乐) nella provincia di Fujian, esso aveva subito molti cambiamenti ed assunto il nome di Minghequan.
Tra i Taolu di questo sottostile ricordiamo: Babulian (八步连); ecc.

## Suhequan 宿鶴拳, pugilato della gru che passa una notte
Wu Bin,Li Xingdong e Yu Gongbao raccontano che un certo Lin Chuanwu, originario di Chengmen nell'area di Fuzhou, studiò questo sottostile dal monaco Jue Qing per 5 anni presso il tempio Shimen.
Per alcuni è solo un altro nome con cui si conosce il Zonghequan.
La voce di Baidu afferma che questa ramificazione fu fondata da Fang Huishi方徽石, zi Shipei 字世培 originario della montagna Chashan 茶山 nella contea di Fuqing 福清. Egli avrebbe avuto come allievi Tang Yihe 唐依鹤， Cheng Xuechen 程学琛，Huang Lin 黄霖，Cai Daonian 蔡道年，il proprio figlio Fang Yonghua 方永华， ed il proprio nipote Fang Yongcang 方永苍, ecc.
Sempre per la voce di Baidu queste sono le sequenze principali del ramo: Sanzhan (三战), Simen (四门), Sandian (三点), Wumeihua (五梅花), Hechi 鹤翅, Wubu 五步, ecc.

## Shihequan食鶴拳, pugilato della gru che mangia
Tra la fine della dinastia Qing e l'inizio della repubblica cinese, lo Shihequan venne appreso da Fang Suiguan, originario di Beiling nell'area di Fuzhou. Da questi lo stile venne insegnato a Ye Shaotao. Ye continuò la sua preparazione nello Shihequan con Zhou Zihe ed in seguito ebbe numerosi discepoli.
Il Taolu che più di altri caratterizza questo stile è il Simen Lianhuaquan (寺門蓮花拳 oppure白鶴四門蓮花拳) che viene abbreviato in Lianhua (蓮花), ma in tutto ne conta 21: Jiaozhanquan (角戰拳); Sanzhanquan (三戰拳); Dui chui hua da jiaoquan (對槌化大角拳); jin xing liu dou shouquan (金形六斗手拳); Qi he chao song quan (七鶴朝松拳); Baihe shuang long qiang zhu quan (白鶴雙龍搶珠拳); Baihe huolun shou hua shen quan (白鶴火輪手化身拳); Baihe yi xia chuanzhen hua shang jiao quan (白鶴翼下穿針化上角拳); Baihe xi shen xishui quan (白鶴洗身戲水拳); Baihe shuang feng chao mudan quan (白鶴雙鳳朝牡丹拳);  Baihe chongtian quan (白鶴沖天拳); Baihe bawang ding quan (白鶴霸王鼎拳); Baihe jitou shuang chui shou quan (白鶴擊頭雙捶手拳); Baihe hudie shuangfei quan (白鶴蝴蝶雙飛拳); Baihe gundi long shou quan (白鶴滾地龍手拳); Baihe yi tiao long quan (白鶴一條龍拳); Baihe poshui qiu yu (白鶴潑水求魚); Baihe hua luohan fan jiao quan (白鶴化羅漢反角拳); Qiniang suibu quan (七娘碎步拳); Qiniang zhen shen he quan (七娘震身鶴拳).

## Feihequan 飞鶴拳, pugilato della gru che vola
A metà dell'epoca della dinastia Qing un maestro di Yongchun Baihequan, tale Zheng Ji apprese il Feihequan da Zheng Li (郑礼).
Zheng Ji era famoso in Fuqing e Qingzhou dove ha avuto tre generazioni di discepoli.
I Taolu di questo sottostile sono: sanzhan (三战); Simen (四门); Babu (八步); Ershiba xiu (二十八宿); ecc. Vengono utilizzati per allenare gli spostamenti i Meihuazhuang (梅花桩).

## Scuola della Gru Bianca Tibetana
Un altro stile che porta il nome della Gru è la  Scuola della Gru Bianca Tibetana  (西藏白鶴派T, 西藏白鹤派S,  xīzángbáihèpài P,  hsi cang pai ho pai W), in Yale Cantonese Baak Hok Paai.
In origine questo stile si sarebbe chiamato  Ruggito del Leone  (獅子吼T, 狮子吼S,  shīzihǒu P,  shih tzu hou W) e sarebbe stato creato dal monaco tibetano Ah Dat-Ta (阿達陀, Adatuo) in epoca della dinastia Ming.
Questa scuola, oltre al nome Gru Bianca, ha assunto a seconda dei lignaggi diverse denominazioni tra cui ricordiamo Xiajiaquan e Lama Pai (喇嘛派).

## Video
- Hequan Wubu 鶴拳五步, su youtube.com.
- Shihequan 食鶴拳, su youtube.com.
- Zonghequan duilian- wubu qianda 縱鶴拳對練--五步牽打, su youtube.com.
- Zonghequan Taolu – wubu 縱鶴拳套路--五步, su youtube.com.
- Zhonghequan Taolu – hudie chuahua 縱鶴拳套路--蝴蝶穿花, su youtube.com.
- Zonghequan Taolu – San zhan縱鶴拳套路--三戰, su youtube.com.
- Zonghequan Taolu – Zouma Sanjiao縱鶴拳套路--走馬三角, su youtube.com.
- Taolu di Suhequan del Baihequan (WMV), su taomartialarts.com. URL consultato l'8 settembre 2007 (archiviato dall'url originale il 7 marzo 2014).
- Taolu di Minghequan del Baihequan (WMV), su taomartialarts.com. URL consultato l'8 settembre 2007 (archiviato dall'url originale il 7 marzo 2014).
- Taolu di Feihequan del Baihequan (WMV), su taomartialarts.com. URL consultato l'8 settembre 2007 (archiviato dall'url originale il 7 marzo 2014).
- Taolu di Shihequan del Baihequan (WMV), su taomartialarts.com. URL consultato l'8 settembre 2007 (archiviato dall'url originale il 7 marzo 2014).
- Taolu di Zhenhequan震鶴拳del Baihequan (WMV), su taomartialarts.com. URL consultato l'8 settembre 2007 (archiviato dall'url originale il 7 marzo 2014).
- Taolu di Youhequan遊鶴拳 del Baihequan (WMV), su taomartialarts.com. URL consultato l'8 settembre 2007 (archiviato dall'url originale il 7 marzo 2014).